# Santiago Amigorena
Santiago Amigorena (Buenos Aires, 15 februari 1962) is een Argentijns scenarioschrijver, filmproducent, filmregisseur en acteur. Hij is vooral actief als schrijver en heeft (anno 2014) reeds 30 scenario's op zijn naam staan.
In 2007 werd zijn film Quelques jours en septembre tijdens het Festival Internacional de Cine de Mar del Plata genomineerd voor de prijs voor beste film.